# Aleš Ogoun
Aleš Ogoun (3. ledna 1954 Praha) je český malíř, grafik, hudebník a vysokoškolský pedagog.

## Životopis
Aleš Ogoun se narodil 3. ledna 1954 v Praze. V letech 1969–1973 studoval na Gymnáziu Jana Nerudy v Praze, po maturitě se hlásil na Akademii výtvarných umění v Praze, kam byl přijat až napočtvrté v roce 1976. Absolvoval v roce 1982 u profesora Jana Smetany. V mládí ho ovlivňovali blízcí lidé, kulturně nadšení rodiče, strýc Luboš Ogoun, tanečník a choreograf, v rodině také herec Luděk Kopřiva. Silně jej ovlivnil v roce 1969 čin Jana Palacha. Jeho veřejně vyjadřovaná nespokojenost se socialistickým zřízením a odevzdaným chováním většinové společnosti mu v době nastupující normalizace po Pražském jaru 1968 začala působit stále větší problémy.
Od té doby se soustavně věnuje volné malířské tvorbě. Po skončení studií, měl čím dál větší obavy o budoucnost svých dětí, což ho vedlo k neustálému hledání možností, jak na změnu režimu působit. Podařilo se mu nejprve ve výtvarné obci zlomit letargii a s několika kolegy v roce 1986 založil tzv. aktiv Mladých výtvarníků a Galerii mladých, na jejímž vedení se podílel. Poté se spojil s dalšími uměleckými školami a propojil tyto aktivity s disentem. V němž působil jako grafik samizdatu Lidové noviny. V roce 1989 stál proto u počátku Občanského fóra.
Po roce 1990 se k občanské angažovanosti vrací jen občas a věnuje se výtvarné a hudební tvorbě a pedagogické práci. Kvůli vážnému úrazu byl nucen od roku 2013 dočasně minimalizovat svoji tvorbu.
Děti: Lukáš (* 1979), Štěpánka (* 1983), Linda (* 1985), Bára (* 2009), Žofie (* 2012).

## Tvorba
Jeho dílo je zastoupeno ve Sbírkách Národní galerie Praha, Ministerstva kultury ČR, ČFVU, GASK Kutná Hora, Městské galerie Litomyšl, Trutnov a dalších veřejných a soukromých sbírkách.

### Lightpaiting 1982–1990
V popředí Ogounova zájmu byla a stále je interakce ega a jeho okolí a relativizace společenských klišé. Je to dáno dobou, prostředím a výchovou. Tyto tři elementy života jako by za komunistické totality nepatřily k sobě a každá část si žila jiným životem. Vzájemně o sobě věděly, ale nedávaly to znát, protože to bylo politicky nebezpečné. Proto se v jeho obrazech objevuje mlčenlivá izolovanost, samotářství, strach, smrt a na druhé straně sebejistota na křehkých základech.
V polovině osmdesátých let se stal známým, když aplikoval do obrazů techniku žárového pokovení ploch. V kovové mikrovrstvě pak vybrušováním a následně nasvícením dosáhl efektu světelné kresby a op artového pocitu pohybu. Tuto techniku, která mu v dobách společenského temna a ve tmavém atelieru dovolila s trochou optimismu takto „vnášet světlo do obrazů a do duše“ nazval LIGHTPAINTING. Kov doplňoval syrově působivými materiály jako struska, koudel a akrylátové zemité směsi pigmentů. Zpočátku své obrazy prezentoval na generačních výstavách Konfrontace a FÚZE. První výstava v této technice se konala roku 1987 v Klubu novinářů, o dva roky později již oficiální výstava s katalogem v Galerii mladých v Praze a v Brně.

### Doteky 1990–1997
V době po roce 1989 umožnil světlý atelier malířovi návrat k oblíbené koloristické olejomalbě. Zlom v životě i tvorbě způsobil střídavý pobyt v Praze a Litomyšli, kde začal působit na nové škole restaurování. Idylické prostředí krásného maloměsta, nových lidí a jejich pohledu na svět i nadšených studentů a přírody ho mocně začalo inspirovat v souladu s radostným pocitem života v konečně svobodné demokracii. V Praze svoji novou tvorbu představil roku 1995 v Galerii Fronta, text v katalogu napsal Jiří Tichý. Emoce a idealizované představy první poloviny devadesátých let o vývoji ve společnosti vystřídal pocit znechucení z masivního příklonu společnosti ke konzumu a touze po slávě. Zájem umělce se přenesl do rozporuplného vnímání reality mezi přirozeným pocitem štěstí ze svobody a znechucení ze zneužívání demokracie.

### Fragmentová malba od 1997
Po „procitnutí z naivního optimismu“ dospěl v roce 1997 k syntéze emocionální i racionální formy tvorby. V ní našel množství způsobů, jak glosovat témata života a symboliky. Popudem mu bylo několik podnětů. Jednak počítačová tzv. magická 3D malba, pak tvorba americké skupiny „Pater and nostern“ a podněty islámského filosofického pojetí vzorcového dekoru. Prvně tuto svoji poslední malířskou polohu tvorby představil na retrospektivní výstavě na zámku v Litomyšli roku 1999 a poté na sérii výstav v Praze, Plzni a Prostějově.
Přijal VZOREC jako zvláštní druh malby a využil jej coby nositele myšlenkové roviny předního obrazového plánu. Pracuje s výtvarnými fragmenty, které jsou v nějakém dialogu s výtvarným i významovým obsahem obrazu. Pro tvorbu to přináší možnost spojení koncepce s emotivností projevu. Nejprve mu byla inspirací bohatá fauna kolem Litomyšlského rybníka v Nedošíně, kde maloval a surfoval a osobní, vizuální i emotivní prožitky s větrem ve vlasech byly velice inspirativní. Později se začíná střídat několik směrů zájmu: o zrychlující vliv technického rozvoje na lidské chování bez schopnosti člověka se tak rychle bez rozpoznání nebezpečí přizpůsobit. Opakem je stále větší rozpoznávání zkušenostech lidstva ve vlastním životě. A třetím zájmem je glosování událostí vnějších i osobních s ironizujícím podtextem.
Kromě oblíbené olejomalby a akvarelu používá nyní i akryl a alkydové barvy. Několik maleb provedl na zdech jako secco, ve smaltu, v enkaustice, na porcelán, na sklo, na koberce a jiné materiály.

### NFC painting 2016
V roce 2016 začal pokusně pracovat s využitím digitální technologie čipů NFC Near Field Communication pro malířsko-hudební syntézu obrazu, kdy hudební část je rovnocenným tvůrčím médiem. Vznik obrazu po vzájemně se ovlivňující malířské i hudební stránce vyzkoušel jak ve vlastní režii, tak s pokusem o obrazy takto vytvořené dvěma subjekty – malířem a hudebníkem. Do obrazu je integrovaný čip umožňující interaktivně spuštění hudby na mobilním telefonu přiložením k obrazu. První výstavy těchto děl proběhly v letech 2016 a 2017 v Plzni a Praze. Kromě oblíbené olejomalby a akvarelu používá i akryl a alkydové barvy. Několik maleb provedl na zdech, ve smaltu, na porcelán, na sklo a na koberce a jiné materiály.

### Technické inovace
V osmdesátých letech aplikoval techniku žárového pokovení ploch v malbě, V kovové mikrovrstvě pak vybrušováním dosahoval efektu světelné kresby a pocit pohybu. Techniku, která mu v dobách společenského temna dovolila s trochou optimismu takto „vnášet světlo do obrazů“, nazval LIGHTPAINTING. Zpočátku své obrazy prezentoval na generačních výstavách Konfrontace a FÚZE. První výstava v této technice se konala roku 1987 v Klubu novinářů, o dva roky později již oficiální výstava s katalogem v Galerii mladých v Praze a v Brně. Další technickou novinku vyzkoušel v roce 2016, když začal aplikovat NFC čipy do obrazů v souvislosti s digitalizací a přenosem zvuku, který použil nikoliv jako doprovodu, ale jako rovnocenného média při tvorbě obrazu.

## Dílo

### Samostatné výstavy
- 1971 Gymnázium Jana Nerudy, Praha
- 1983 Výstava „Na dvorku“, Praha-Košíře
- Galerie Na Újezdě, Praha / Gallery Na Újezdě, Prague
- 1986 KD Blatiny, Praha / Blatiny Cultural House, Prague
- 1987 Klub novinářů, Praha / Journalists´ Club, Prague
- 1988 Galerie mladých, Praha / Young Gallery, Prague P. Mazourek / S. Špoula
- 1989 Galerie mladých, Brno / Young Gallery, Brno / L. Zogatová
- 1990 Galerie Dílo, Teplice / Dílo Gallery, Teplice
- Galerie L´espace, (v rámci Artistes a‘ la Bastille) Paříž/ Paris
- 1991 Galerie R, Praha (s J. a H. Horálkovými) / R Gallery, Prague (with J. Horálek and H. Horálková)
- Galerie Paseka, Praha / Paseka Gallery, Prague
- 1992 Výstavní síň Fórum, Praha / Forum Exhibition Hall, Prague / J. Machalický
- 1993 DK, Plzeň / House of Culture, Plzeň /E.Neumannová
- Rock kafé, Praha / Rock café, Prague
- 1994 Dům U Rytířů, Litomyšl / House U Rytířů, Litomyšl / P. Rezek
- 1995 Galerie Fronta, Praha / Fronta Gallery, Prague / J. Tichý
- Galerie ve věži, Mělník / Gallery in the Tower, Mělník /S. Špoula
- 1996 Hrad Svojanov / Svojanov Castle
- Galerie Gravitace, Litomyšl / Gravitation Gallery, Litomyšl
- 1997 Galerie Ještěr, Česká Třebová / Lizard Gallery, Česká Třebová
- 1998 Galerie Panský dům, Želevčice / Lords´ House Gallery, Želevčice/ J. Paul
- 1999 Museum a galerie Litomyšl – výstavní síň zámku / Litomyšl / J. Kotalík
- Museum and Gallery – Castle
- Happening „Zatmění Slunce“, Litomyšl
- 2000 Galerie Pokorný, Prostějov
- Galerie A. P., Hradec Králové
- Galerie U Mistra s palmou, Náchod
- Galerie Maecenas, Plzeň
- 2001 Galerie Navrátil, Galerie Litera, Praha / R. Drury
- 2002 Galerie Erasmus, Mělník
- 2003 Lidový dům, Litomyšl (kresba)
- Kulturní dům Střelnice, Vrchlabí
- 2004 Galerie Rozehnal, Praha
- Městská galerie Trutnov (s J. Bittnerovou a Š. Málkem)
- Golemclub, Praha
- 2007 Galerie Magna, Ostrava / R. Drury
- Galerie U Prstenu, Praha / J. Kříž
- 2009 Městská galerie U Rytířů, Litomyšl / H. Zemanová
- 2010 Dům Hudby, Plzeň / H. Fenclová
- 2013 Galerie L. Sutnara, Plzeň / D.Bytelová

### Společné výstavy
- 1981 Salon Mikrofora, Praha
- 1983 Výstava absolventů AVS, Praha
- 1984 Výtvarné umění a hudba, Praha / Art and Music, Pratur
- Záznam o činnosti, Galerie H, Kostelec nad Černými lesy
- 1985 Vyznání životu a míru, Praha / Declaration to Life and Art, Prague
- Fuze ’85, Malá Skála / Fusion ’85, Malá Skála
- 1986 Konfrontace VI, Praha / Confrontation VII, Prague
- Fuze ’86, Malá Skála / Fusion ’86, Malá Skála
- 1987 Konfrontace VII, Praha / Confrontation VII, Prague
- Salon de Tokyo
- 6 autorů U Řečických, 6 Artists at the Gallery Praha / Prague
- 1988 Sport a umění, Praha / Sport and Art, Prague
- Salon ’88, Praha / Prague
- Mezinárodní festival mladé tvorby, Moskva / International Festival of Young Art, Moscow
- 1989 Výstava pro Arménii, Praha / Exhibition for Armenia, Prague
- Mladí Janu Bauchovi, Praha / Homage to Jan Bauch, Prague
- Mezinárodní soutěž mladých malířů, Sofie / International Young Painters´ Competition, Sophia
- Festival nezávislé kultury, Vraclav / Independent Culture Festival, Wrocłav
- 1990 Spolek Český Máj, hrad Kost / „Czech May“ group exhibition, Kost Castle
- Člověk v obraze, Praha SČG / Man in the Picture, Prague
- 1992„Za“, dveře firmy Next, Praha / „Behind“, door of the Next company, Prague
- 10 autorů, Galerie mladých, Praha / 10 Artists, Young Gallery, Prague
- 1993 Setkání, Galerie Pod Vyšehradem, Praha / Meeting, Gallery Pod Vyšehradem, Prague
- Chrasten, Vyšehrad, Praha / Prague
- Kresby, Nové sdružení malířů, Praha / Drawing, the New Association of Painters, Prague
- Z nové tvorby v Galerii R, Praha / New Work, R Gallery, Prague
- Výtvarná Litomyšl ’93 / Art in Litomyšl ’93
- 1994 Kresby pěti, Bukurešť, Sofie, Kjas/ Drawings of Five Artist, Bucarest, Sophia, Kjas
- Vyšehrad ’94, Praha/ Prague
- 1995 Mosty, Mánes, Praha / Bridges, Mánes Gallery, Prague
- Festival international de la peinture, Cagnes-sur-mer, Francie/ France
- 1996 Na tělo, Galerie Behémot, Praha / On the Body, Behémot Gallery, Prague
- Výtvarná Litomyšl ’96, Art in Litomyšl’96
- 1997 Výtvarná Litomyšl’97 / Art in Litomyšl ’97
- Na tělo, fotodokumentace bodyartu 12 výtvarníků, galerie U Rytířů, Litomyšl
- 1998 Portréty, Galerie Panský dům, Želevčice
- Výtvarná Litomyšl ’98
- 2000 Artkontakt, Karlovy Vary
- 2001 Inspirace II, Mělník
- Mánes ve mlýnici, Lowitův mlýn, Praha
- Výtvarná Litomyšl ’02
- 2002 Současný akvarel, Praha – Brno – České Budějovice
- 2003 ArtPrag, Praha (veletrh galerií)
- Krajina domova…, S.V.U. Mánes, Galerie kritiků, Praha
- 13 autorů Galerie Rozehnal, Praha
- 2004 Výtvarná Litomyšl ’04
- Bodyart, performace, promoakce fmy MIELLE v Praze
- 2005 Pražské ateliery, Novoměstská radnice,Praha
- Sochařské a malířské sympozium, Bořetice, Stepelton-Springer vinařství
- 2006 Pražské ateliery II, Galerie U Prstenu, Praha
- Pocta S. Freudovi, Galerie Mona Lisa, Olomouc
- DESIGNBLOK’06, koberce pro firmu Optima, Praha
- 2007 Členská výstava s.v.u. Mánes; galerie Diamant, Praha
- Mánes Mánesu, výstava ke 120. výročí založení, galerie Diamant, Praha
- Výstava pedagogů KVK UHK v Lublinu
- INTERDESIGN, Veletržní palác, Praha
- HIS MASTER’S FREUD, Galerie Mona Lisa, Olomouc
- Avignonské slečny, Galerie La Femme, Praha
- 2008 Výstava umělců Galerie La Femme, Ostrava
- Smalt Art – výtvarná dílna, smaltovny Vítkovic
- Eros ve výt. umění, Galerie 10, Praha
- Art Prag; přehlídka zastoupených umělců soukromých galerií
- Smalt Art, Expozice a výstava výtvarných děl, Nová radnice, Ostrava
- Umělci Prahy 10, galerie 10, Praha (spol. výstava)
- Salon pedagogů, galerie P, KVK UHK (spol. Výstava)
- Společná výstava spřátelených umělců, Galerie Ještěr, Česká Třebová
- Výtvarná Litomyšl ’08, Městská galerie Litomyšl – dům U Rytířů
- 2009 Jubilanti Mánesa, galerie S.V.U. Mánes – Diamant
- Franz Kafka, galerie Mona Lisa, Olomouc
- S.V.U. Mánes, výstava spolku, Palac Am Festungsgraben, Berlin
- S.V.U. Mánes, Galéria Slovenskej výtvarnej únie, Bratislava
- Zarekwirowano! Ośrodek Kultury i Sztuki we Wrocławiu (Polsko)
- Výtvarná Litomyšl ’09, Městská galerie Litomyšl – dům U Rytířů
- 2010 Smalt Art, Nostický palác, Praha
- Ohlédnutí, S.V.U. Mánes, Galéria Slovenskej výtvarnej únie, Bratislava
- 2011 Výtvarná Litomyšl ’11, Městská galerie Litomyšl – dům U Rytířů
- 2012 S. Freud – F. Kafka v díle více než sta československých umělců, zámek Holešov
- Volný směr – výstava k 125. výročí založení spolku Mánes, Litoměřice
- Výtvarná Litomyšl ’12, Městská galerie Litomyšl – dům U Rytířů
- Vanitas vanitatum et omnia vanitas – tematická výstava, galerie Millenium, Praha
- 2013 Dnešní Mánes, Galerie Diamant, Praha
- Pedagogové FR UPa, Městská galerie Litomyšl – dům U Rytířů
- Volné sdružení M – bývalí členové S.V.U Mánes, zámek Kvasiny
- 2014 „Kreslíme“ Galerie Ladislava Sutnara; výstava pedagogů FDULS
- 2015 Volné sdružení M, v Synagoze, Synagoga na Palmovce, Praha
- 2016 Memento Tiziani / Příběh Proměn v dílech současných umělců
- Galerie Orlovna a Arcibiskupský zámek Kroměříž
- Figurama 2016 Artelerie, DEPO PLZEŇ
- Bodyart performace během vernisáže Figuramy na FDULS v Plzni
- 2017 Sound of Pictures, CARGOGALLERY, Praha
- Pocta Tizianovi, Uherské Hradiště * Zvuk prachu a zeleně, společná výstava se studenty malby, Výtv. studio BUBEC, Praha Hradiště
- 2018 Jan Smetana a jeho škola, GASK Kutná Hora

### Zastoupení ve sbírkách
Ve sbírkách NG Praha, Ministerstva kultury ČR, ČFVU, GASK K. Hora. Městská galerie Litomyšl, Galerie města Trutnov a soukromých galeriích a sbírkách.

### Ilustrace
- Noviny a časopisy 1985–1993
- CHUDOŽILOV, Petr. Kapři v kvetoucích trnkách po třiceti letech. Praha: Paseka, 1996. ISBN 80-7185-048-9.

## Pedagogická činnost
V letech 1993–2013 pedagogicky působil na soukromé škole restaurování, pozdější fakultě restaurování Univerzity Pardubice v Litomyšli. 2000–2009 také na KVK Univerzity Hradec Králové, 2011–2012 na mezinárodní škole architektury ARCHIP Praha a od roku 2013 vede ateliér Malby na Fakultě designu a umění Ladislava Sutnara v Plzni. V roce 2004 byl na Vysoké škole výtvarných umění v Bratislavě jmenován docentem pro volnou tvorbu.

## Přednášky
- Mělník 1996 Současná Česká malba (pro střední školy)
- Rotary club Praha 2000, současná česká výtvarná scéna a praxe

## Hudba
V mládí klasické studium houslí a klavír. Od osmdesátých let působil jako hráč na housle, klávesy a jako skladatel v alternativních hudebních formacích: Almamoderátor od 1976 dosud, Hogo Fogo 1985–1988, Výrobní krása 1990–1991, Krásné nové stroje 1991–2000 a Hugo fogo colour orchestra 2004–2006.

## Sport
- Veslování: 1969–1976, VK Blesk, Slavoj Vyšehrad; 1976–1980 ČVK Praha
- Windsurfing

## Spolky a skupiny
- 1991–1995 člen spolku Český máj
- 1991–1996 člen Nového sdružení výtvarných umělců
- 2001–2013 člen S.V.U. Mánes
- Od 2010 člen o.s. Figurama
- Od 2013 člen volného uskupení „M“